# Quercus benthamii
Quercus benthamii A.DC. – gatunek roślin z rodziny bukowatych (Fagaceae Dumort.). Występuje naturalnie na obszarze od Meksyku przez Gwatemalę, Salwador, Kostarykę po Panamę. 

## Morfologia
PokrójZimozielone drzewo dorastające do 10–35 m wysokości. Kora jest łuszcząca się i ma szarą lub czarną barwę.
LiścieBlaszka liściowa ma kształt od odwrotnie jajowatego do eliptycznego lub eliptycznie lancetowatego. Mierzy 7–15 cm długości oraz 3–5 cm szerokości, jest całobrzega lub delikatnie ząbkowana na brzegu, ma ostrokątną lub zbiegającą po ogonku nasadę i ostry wierzchołek. Ogonek liściowy jest nagi i ma 6–20 mm długości.
OwoceOrzechy zwane żołędziami o jajowatym kształcie, dorastają do 16–35 mm długości i 14–25 mm średnicy. Osadzone są pojedynczo w miseczkach o półkulistym kształcie, które mierzą 11–16 mm długości i 18–30 mm średnicy. Orzechy otulone są w miseczkach do 30–40% ich długości.

## Biologia i ekologia
Rośnie w lasach częściowo zrzucających liście. Występuje na wysokości od 500 do 1700 m n.p.m. Kwitnie od maja do lipca, natomiast owoce dojrzewają od sierpnia do listopada.